# Garneau-Québecor/Saison 2014
Dieser Artikel listet Erfolge und Fahrer des Radsportteams Garneau-Québecor in der Saison 2014 auf.

## Zugänge – Abgänge
| Zugänge                  | Team 2013                      | Abgänge              | Team 2014                      |
| ------------------------ | ------------------------------ | -------------------- | ------------------------------ |
| Jacob Kauffmann          | Team Budget Forklifts          | Bruno Langlois       | 5-Hour Energy                  |
| Luke Ockerby             | Team Budget Forklifts          | Alexander Cataford   | Amore & Vita-Selle SMP         |
| Benjamin Chaddock        | Team SmartStop-Mountain Khakis | Michael Woods        | Amore & Vita-Selle SMP         |
| Julien Gagne (ab 20.08.) | Neoprofi                       | Michael Chauner      | Champion System-Stan's Notubes |
| Janvier Hadi (ab 20.08.) | Neoprofi                       | Zachary Hughes       | Unbekannt                      |
|                          |                                | Jean-François Racine | Unbekannt                      |

## Mannschaft
| Name                  | Geburtstag       | Nationalität       |
| --------------------- | ---------------- | ------------------ |
| Benjamin Chaddock     | 9. April 1985    | Kanada             |
| Geoffroy Dussault     | 14. Februar 1986 | Kanada             |
| Adam Farabaugh        | 1. Februar 1989  | Vereinigte Staaten |
| Julien Gagne          | 13. Juli 1994    | Kanada             |
| Louis Garneau         | 9. August 1958   | Kanada             |
| Simon-Pierre Gauthier | 25. Februar 1993 | Kanada             |
| Janvier Hadi          | 15. Januar 1991  | Ruanda             |
| Jacob Kauffmann       | 24. März 1987    | Australien         |
| Simon Lambert-Lemay   | 16. Juli 1990    | Kanada             |
| Pierrick Naud         | 26. Januar 1991  | Kanada             |
| Luke Ockerby          | 17. Mai 1992     | Australien         |
| Rémi Pelletier-Roy    | 4. Juli 1990     | Kanada             |